# Крестовский, Александр Сергеевич
Александр Сергеевич Крестовский (род. 24 августа 1976 года, Москва, РСФСР, СССР) — российский художник-монументалист, мозаичист, член-корреспондент РАХ.
В 2000 году — окончил отделение монументальной живописи Московского государственного академического художественного института имени В. И. Сурикова.
С 2002 года — член Московского союза художников.
Участвовал в создании интерьеров, мозаик в церкви Благовещения Пресвятой Богородицы в Павловской Слободе, собора Воскресения Христова в Южно-Сахалинске, собора Саввы Сербского в Белграде, часовни Четырнадцати тысяч младенцев, от Ирода избиенных в Павловской Слободе.

## Награды
- Медаль «За заслуги перед Академией» (2022) — за работу по восстановлению мозаичного панно «Знамя революции» в Барнауле[1]